# Retrato de caballero (Carpaccio)
El Retrato de un joven caballero, Joven caballero en un paisaje o Retrato de un caballero es un cuadro pintado al óleo sobre lienzo hacia 1505 por el veneciano Vittore Carpaccio y conservado en el Museo Thyssen de Madrid.
Hasta 1919 esta obra estuvo atribuida a Alberto Durero, confusión acaso deliberada pues este pintor alemán era más cotizado que Carpaccio y se había tapado con un repinte el cartelito de autoría colgado en una rama que afirma «Victor Carpathius finxit MD...». La inscripción se halla muy desgastada y la fecha en números romanos se ha perdido casi totalmente en sus últimos caracteres, por lo cual el año 1510 no era seguro y ahora se entiende que la obra sería de 1505, muy probablemente 
La pintura fue vendida por los herederos del coleccionista estadounidense Otto Kahn tras su muerte y comprada por Heinrich Thyssen en 1935.
Sea de 1505 o de 1510, se la considera el primer retrato de cuerpo entero pintado en toda Europa. El escrito que aparece a su derecha en una segunda cartela, «Malo mori quam foedari / Mejor la muerte que el deshonor», y los colores del paje a caballo en el fondo izquierdo (que recuerda al caballero del famoso grabado de Durero) corresponden a los de la napolitana Orden del Armiño, por lo que Roberto Weiss identifica al personaje con Francesco Maria della Rovere, duque de Urbino (1490-1538) y sobrino del papa Julio II. Una hipótesis reciente sugiere el nombre de Marco Gabriel, un patricio veneciano responsable de la fortaleza griega de Modona (en la Morea o Peloponeso). Según esta interpretación, el trabajo habría sido encargado por los Gabrielli a Carpaccio por sugerencia de Paolo Vallaresso, castellano de la fortaleza de Corone, también en Morea, quien había encargado además a Carpaccio el ciclo de la Scuola di San Giorgio degli Schiavoni; su propósito era vindicar el honor del ya fallecido Marco Gabriel, acusado de cobardía durante el asedio otomano de Modona (1500) por haber sido el único superviviente y prisionero del mismo. Marco Gabriel fue al fin decapitado en Estambul el 4 de noviembre de 1501.
En ese momento Vittore Carpaccio, quien desde sus principios se había mantenido alejado de las corrientes del Renacimiento por su enfoque medieval, intentaba conciliar ambas corrientes. Su declive se acentuaba al haber aparecido la competencia de Tiziano. Por ello se encierra en un mundo caballeresco de ensueño que se refleja en el cuadro del Caballero, sin poder recuperar ya la lozanía de sus dos grandes ciclos. El paisaje en el que aparece inmerso el joven vestido con armadura y a punto de desenvainar la espada es simbólico: describe con gran minuciosidad ejemplos de la flora y la fauna alusivos al bien y al mal. 
Los perros de caza son símbolo de fidelidad (uno tras el caballero y otro con el jinete). Semiocultos aparecen abajo un conejo y un armiño blancos que representan pureza y astucia como cazador; en el cielo hay gorriones y palomas (signos de fe) y junto al agua hay una garza (elegancia, distinción) y un ciervo (poder); en la transparencia de las aguas aparece reflejada la sinceridad. El jinete a espaldas del caballero también porta simbolismos: el amarillo con que se viste era el color del Papa y cabalga un corcel oscuro con la cabeza gacha para resaltar su humildad. La pica que lleva es un típico elemento de la escuela de Flandes que inspiraba al autor y sobre su yelmo hay posado un pavo real que alude a la inmortalidad.
La vegetación describe varias especies de arbustos, flores y hojas, y evoca ejemplos del mundo flamenco; la iluminación es propia de la Escuela veneciana, especialmente de Giovanni Bellini y Antonello da Messina.
En los años 2020-2021, y en previsión de su préstamo para una exposición en la National Gallery de Washington, el cuadro fue sometido a un meticuloso y delicado trabajo de restauración y limpieza, centrado en la eliminación de barnices envejecidos. El marco fue igualmente intervenido .